# Chess Records
Chess Records – amerykańska wytwórnia płytowa mająca swoją siedzibę w Chicago w stanie Illinois przy 2120 S. Michigan Avenue. Jej właścicielami byli bracia Leonard i Phil Chess.
Wytwórnia Chess Records zapisała się w historii muzyki rozrywkowej jako firma, która nagrała wiele utworów wchodzących w skład kanonu muzyki bluesowej i rockowej. Dla tej wytwórni nagrywało wielu ważnych wykonawców, szczególnie muzyki bluesowej. Historię wytwórni opowiada film pt: "Cadillac Records".

## Historia firmy
Bracia Lejzor i Fiszel Czyż, Polacy żydowskiego pochodzenia z Częstochowy, przybyli z Polski razem z matką w 1928 r. do Nowego Jorku, ale w Chicago czekał na nich ich ojciec stolarz Józef Czyż, który wyemigrował kilka lat wcześniej i został właścicielem małego złomowiska. Chłopcy chodzili do szkoły na południu Chicago i szybko zmienili imiona na Leonard i Philip (Phil), a nazwisko Czyż na Chess. Gdy Phil walczył w armii amerykańskiej podczas II wojny światowej, Leonard zajął się ciekawym interesem; kupował sklepy monopolowe, z których nadające się zamieniał potem na nocne kluby. Po powrocie Phila obaj prowadzili ten biznes. Największym ich klubem był słynny nocny klub Macamba znajdujący się na południowej stronie miasta. Kiedy dowiedzieli się, że jedna z firm płytowych szuka inwestora – Leonard zainwestował swoje pieniądze w 1947 r. Była to firma Aristocrat. Trzecią współwłaścicielką była Evelyn Aron.
W 1950 r. Leonard namówił brata, który wyłożył swoje pieniądze i firma stała się ich własnością. Zmienili wtedy nazwę na Chess Records. Był to okres, gdy wszystkie firmy płaciły radiostacjom za emitowanie ich nagrań; była to oczywiście forma przekupstwa i nosiła nazwę – payola. Jedyną firmą w Stanach Zjednoczonych, która podchodziła do tego uczciwie była Chess Records. Bracia ubijali interes z radiostacją, posyłali czek i następnie raportowali to w swoim formularzu 1099 dla I.R.S.
Początkowy system numeracji nagrań wydawanych przez Aristocrat był zupełnie chaotyczny, tak że wydaje się nawet przypadkowy. Dopiero wprowadzenie serii 400 uporządkowało następne wydania.
Zatrudnili łowcę talentów, Murzyna Sammy’ego Goldberga, który odnalazł Watersa i przesłuchał go. Jednak Leonard był zainteresowany głównie jazzem i dopiero po wielu próbach Goldberg namówił go do wysłuchania Watersa podczas występu w klubie Zanzibar. Kiedy Leonard zobaczył reakcję ludzi na muzykę Watersa, podpisał z nim kontrakt.
Firma Chess współpracowała także z Samem Phillipsem z Memphis (w którego studiu Sun Records nagrywał m.in. Elvis Presley). Nagrywał on bluesmanów, np. Otisa Rusha, Howlin’ Wolfa i innych, i przesyłał nagrania do wydania w Chess. Większość tych bluesmanów przeniosła się później do Chicago.
Nad nagrywaniem w firmie czuwali słynny Ralph Bass, Willie Dixon a głównym producentem był Roquel Billy Davis.
W 1952 r. bracia założyli Checker Record – alternatywną firmę nagrywającą tylko dla rozgłośni radiowych.
W 1956 r. założyli jazzową firmę Marterry, jednak szybko zmienili jej nazwę na Argo, a potem, gdy okazało się, że istnieje brytyjska firma pod tą samą nazwą, zmienili ją ponownie na Cadet Records. Ta firma nagrywała głównie jazz.
W latach 60. powstała firma Cadet Concept, która zajmowała się nagrywaniem przeważnie bardziej ambitnego rocka. Z tą naklejką ukazały się także kontrowersyjnie wtedy przyjęte albumy Muddy’ego Watersa Electric Mud i After the Rain.
W 1962 r. firma zaczęła sprzedawać swoje płyty w Europie w związku z olbrzymim zainteresowaniem bluesem. Zajmowały się tym firmy: London i Pye International. Czarni wykonawcy bluesowi związani z Chess Records zaczęli wyjeżdżać do Europy na indywidualne koncerty oraz np. w ramach American Folk Blues Festival. Koncerty te wpłynęły w zasadniczym stopniu na powstanie i styl takich grup jak The Animals, The Rolling Stones i The Yardbirds.
W 1964 r. nagrań w studiu firmy dokonała grupa Rolling Stones. Część z nich została wydana na takich amerykańskich wersjach albumów jak December’s Children (And Everybody’s), Out of Our Heads i The Rolling Stones, Now!. Niektóre niewydane utwory zostały umieszczone na bootlegu CD Rough Stuff (1989). Na albumie 12 X 5 znalazła się ich instrumentalna kompozycja poświęcona studiu – "2120 South Michigan Avenue". Był to adres Chess Records.  
W 1969 r. bracia sprzedali Chess Records firmie GRT (General Recorded Tape) za 6.5 mln dol. GRT przeniosła Chess do Nowego Jorku i w ciągu krótkiego czasu Chess Records zniknęła w ogóle z rynku.
W 1975 r. GTR sprzedała to, co pozostało z Chess Records firmie All Platinum Records. Kiedy znalazła się ona w kłopotach finansowych, sprzedała Chess koncernowi MCA, który rozpoczął wznawianie nagrań dokonanych dla Chess, czasem w ogóle jeszcze niewydanych.
Obecnie dawne studio nagraniowe Chess Records na 2120 S. Michigan Av. jest właściwie muzeum.

## Muzycy związani z firmą
- Clarence Samuels
- Andrew Tibbs
- Sunnyland Slim
- Muddy Waters
- Robert Nighthawk
- St. Louis Jimmy
- Forest City Joe
- Forrest Sykes
- Laura Rucker
- Baby Face Leroy
- Little Johnny Jones
- Jimmy Rogers
- Memphis Slim
- Dr. Isaiah Ross
- Johnny Shines
- Howlin’ Wolf
- Arbee Stidham
- John Lee Hooker
- Little Walter
- Memphis Minnie
- Willie Nix
- Rocky Fuller
- Eddie Boyd
- Gus Jenkins
- Willie Mabon
- John Brim
- Elmore James
- Henry Gray
- Alberta Adams
- Lowell Fulson
- J.B. Lenoir
- Billy Boy Arnold
- Willie Dixon
- Sonny Boy Williamson II
- Paul Gayten
- Jimmy Witherspoon
- Otis Spann
- Floyd Dixon
- Lafayette Leake
- Otis Rush
- Buddy Guy
- Detroit Jr.
- Lloyd Glenn
- Albert King
- Little Milton
- Etta James
- Chuck Berry
- Bo Diddley